# Mdm2
 (mars 2017).
Si vous disposez d'ouvrages ou d'articles de référence ou si vous connaissez des sites web de qualité traitant du thème abordé ici, merci de compléter l'article en donnant les références utiles à sa vérifiabilité et en les liant à la section « Notes et références ».
Le Mdm2 (pour « murine double minute 2 » est l'E3 ubiquitine ligase responsable de la régulation négative de p53. Son gène est le MDM2 situé sur le chromosome 12 humain est un oncogène.
C'est une protéine qui est retrouvée chez l'humain. Elle va ubiquitiniler la protéine p53 (gardienne du génome) et ce faisant, p53 sera dégradé par le complexe du protéasome sans exercer son effet. Une mutation amplificatrice de MDM2 inactive complètement p53 donc les dégâts de l'ADN n'entraineront plus de réparation cellulaire ou d'apoptose ce qui va donner naissance à un cancer. 